# Lossino-Petrowski
Lossino-Petrowski (russisch Лоси́но-Петро́вский) ist eine Stadt mit 22.550 Einwohnern (Stand 14. Oktober 2010) in der Oblast Moskau in Russland. Sie liegt 52 Kilometer nordöstlich von Moskau und an der Mündung des Flüsschens Worja in die Kljasma. Die nächstgelegenen Städte sind das unmittelbar benachbarte Monino, ferner Staraja Kupawna und das Rajon-Zentrum Schtscholkowo.

## Geschichte

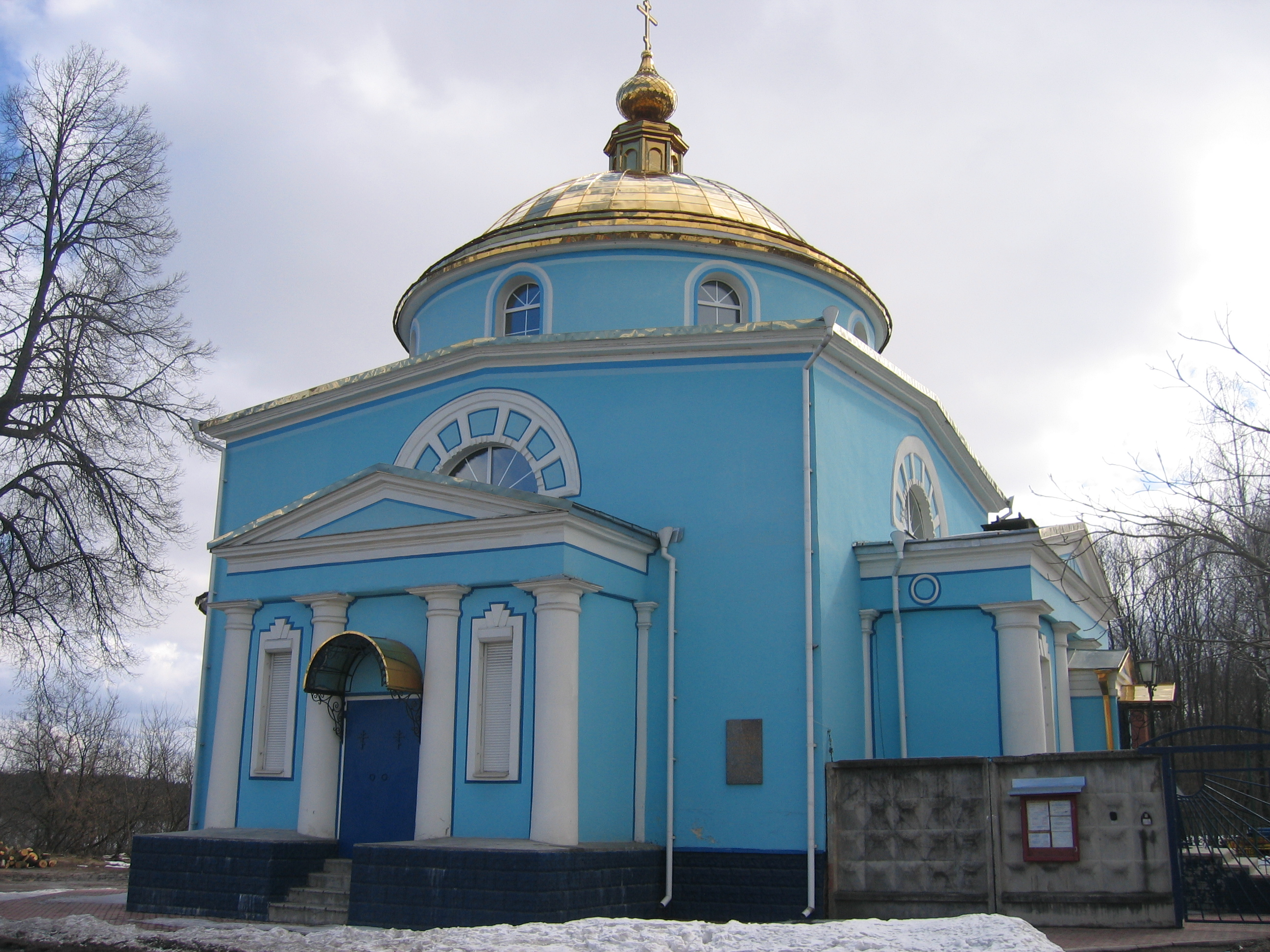
Kirche „Zur Freude aller Trauernden“ (Baujahr 1821) in Lossino-Petrowski

Der Ort entstand 1708 mit der auf Erlass Peter I. erfolgten Gründung einer staatlichen Manufaktur zur Herstellung von Armeeuniform aus Elchleder. Dies gab dem Ort seinen heutigen Namen: Lossiny ist abgeleitet von Los („Elch“) und Petrowski von „Peter“.
Mitte des 19. Jahrhunderts entstanden rund um die Manufaktur mehrere Textilfabriken. Nach deren Verstaatlichung infolge des Machtwechsels nach der Oktoberrevolution 1917 wurde im Bereich der heutigen Stadt eine Arbeitersiedlung angelegt. Diese erhielt 1951 den Stadtstatus.

### Bevölkerungsentwicklung
| Jahr | Einwohner |
| ---- | --------- |
| 1939 | 8.454     |
| 1959 | 16.688    |
| 1970 | 21.978    |
| 1979 | 21.964    |
| 1989 | 22.906    |
| 2002 | 22.324    |
| 2010 | 22.550    |

Anmerkung: Volkszählungsdaten

## Wirtschaft und Infrastruktur
In der Stadt existieren bis heute mehrere Textilfabriken. Die nächste Fernstraße ist die M7, die an der Stadt Monino vorbei verläuft. Dort besteht auch Eisenbahnanschluss an Moskau mit regelmäßigen Regionalverbindungen zum Jaroslawler Bahnhof über Schtscholkowo, Koroljow und Mytischtschi.